# Mischa Zverev
Michael "Mischa" Zverev (født 22. august 1987 i Moskva, Sovjetunionen) er en russisk født tysk tennisspiller. Han har (pr. september 2010) endnu ikke vundet nogen ATP-singleturneringer. I 2008 nåede han 3. runde ved Wimbledon, hvilket er hans bedste præstation i Grand Slam-sammenhæng.